# Хосе Кілес
Хосе Кілес Бротонс (ісп. José Quiles Brotons, 19 жовтня 1997, Ельда) — іспанський боксер, призер чемпіонатів Європи серед аматорів.

## Аматорська кар'єра
На чемпіонаті Європи 2017 завоював бронзову медаль.
- В 1/16 фіналу переміг Роберта Житару (Румунія) — 5-0
- В 1/8 фіналу переміг Іхсана Алагаса (Туреччина) — 4-1
- У чвертьфіналі переміг Стефана Іванова (Болгарія) — 3-1
- У півфіналі програв Пітеру Макгрейлу (Англія) — 0-5

На Європейських іграх 2019 програв у першому бою Шарафа Раману (Німеччина).
На чемпіонаті світу 2019 програв у першому бою Омару Ель-Хаг (Німеччина).
На Олімпійських іграх 2020 програв у першому бою Курту Волкеру (Ірландія) — 0-5.
На чемпіонаті Європи 2022 став срібним призером.
- В 1/8 фіналу переміг Мурата Їлдирим (Німеччина) — 4-1
- У чвертьфіналі переміг Едіна Альковича (Чорногорія) — 5-0
- У півфіналі переміг Юрія Шестак (Україна) — 3-0
- У фіналі програв Артюшу Гомцяну (Грузія) — 2-3

На чемпіонаті світу 2023 здобув дві перемоги, а у чвертьфіналі програв Соф'яну Уміа (Франція).
На Європейських іграх 2023 став срібним призером і кваліфікувався на Олімпійські ігри 2024.
- В 1/16 фіналу переміг Андрея Гавае (Румунія) — 5-0
- В 1/8 фіналу переміг Батухана Чіфтчі (Туреччина) — 5-0
- У чвертьфіналі переміг Артюша Гомцяна (Грузія) — 4-1
- У півфіналі переміг Васіле Устурой (Бельгія) — 5-0
- У фіналі програв Хав'єру Ібаньєс Діасу (Болгарія) — 0-5

На Олімпійських іграх 2024 переміг Махмуда Сабирхана (Казахстан) і програв Абдумаліку Халокову (Узбекистан).